# Šesti igrač
U košarci šesti igrač je igrač koji nije u početnoj petorci, nego ulazi u igru s klupe češće od ostalih igrača. Šesti igrač uglavnom kao starer ima sličnu minutažu i statistiku. U povijesti NBA košarke imali smo raznih odličnih šestih igrača poput Kevina McHalea, krilnog centra i centra koji je bio član slavne generacije Bostona iz 1980-ih. Jedan od najpoznatijih šestih igrača bio je Toni Kukoč, odličan strijelac i igrač koji je mogao igrati sve pozicije u slavnoj generaciji Bullsa, predvođenom Michael Jordanom i Scottie Pippenom tijekom 1990-ih. U današnje vrijeme jedan od najboljih šestih igrača su Manu Ginobili iz San Antonio Spursa, Leandro Barbosa iz Phoenix Sunsa i Jerry Stackhouse iz Dallas Mavericksa.
Zasluge za stvaranje šestog igrača idu legendarnom treneru Bostona Redu Auerbachu, koji je koristio Franka Ramseya za zamjenu za Boba Cousya i Billa Sharmana, buduće članove Košarkaške Kuće slavnih.